# Галана
Галана је друга река по дужини у Кенији након реке Тана. Дужина речног тока је 390 km. Извор се налази недалеко од Најробија. Река Галана тече прво под именом Ати, а у билизини ушћа у Индијски океан код града Малинди носи и назив Сабаки. На свом току пролази близу града Тика и кроз национални парк Цаво.